# Made in America (Tower)
Made in America is een compositie van Joan Tower voor orkest uit 2004.
De compositie is geschreven in opdracht van de stichting Ford Made In America. Dit heeft tot gevolg dat het werk zodanig geschreven moest zijn, dat het niet alleen uitvoerbaar is voor de grote beroepsorkesten, maar ook door minder geoutilleerde orkesten gespeeld kan worden. Het maakt daarbij niet uit of het orkest volledig beroeps of semiberoeps is.

Tegelijkertijd mocht het werk niet als zodanig herkenbaar zijn en moest het van voldoende kwaliteit zijn om het een aantal keren uit te voeren.
Tower is daarin met dit werk geslaagd. De compositie leunt (zoals vaker bij Amerikaanse componisten) op slagwerk, percussie en koper blaasinstrumenten. Het werk is geschreven in de klassieke traditie met relatief weinig dissonanten. Het lijkt er daarbij op dat ze een muzikale weergave van de Verenigde Staten zelf op papier heeft gezet. Enig verwantschap met de muziek van Aaron Copland dringt zich op.
De première vond plaats op 2 oktober 2005 in Glenn Falls, door het plaatselijk symfonieorkest en daarna begon het haar tocht door alle staten om in Juneau (Alaska) te eindigen in juni 2007, zo'n 50 orkesten hebben het werk dan uitgevoerd.

## Bron en discografie
- Naxos 8559328: Nashville Symphony o.l.v. Leonard Slatkin